# Partido Revolucionário dos Trabalhadores (Brasil)
Partido Revolucionário dos Trabalhadores foi uma organização política clandestina de esquerda criada no final de 1968, a partir de uma dissidência da Ação Popular (AP). O grupo dissidente discordava da orientação maoísta ortodoxa seguida pela direção da AP  (luta antifeudal, cerco das cidades pelo campo...) e defendia uma linha diretamente socialista.
Não deve ser confundido com o "PRT", primeiro nome do partido que viria a se tornar, em meados dos anos 1990, o PSTU (Partido Socialista dos Trabalhadores Unificado), uma dissidência de esquerda do Partido dos Trabalhadores.

## História
Quando, em 1967, o maoísmo já caracterizava o caminho que a AP iria seguir, alguns militantes se unificaram em torno de uma oposição que constituiria o futuro PRT. Integravam aquele grupo  dois ex-presidentes da UNE (União Nacional dos Estudantes), um ex-sacerdote católico de muita atuação no movimento das Ligas Camponesas no Maranhão e em todo o Nordeste (Padre Alípio) e José Porfírio (reconhecido líder camponês e ex-deputado estadual antes do Golpe de 1964. Encontra-se "desaparecido" desde 1971).
Em 1968 foi apresentado à AP um texto  intitulado "Duas Posições", que os inquéritos examinados apontam como tendo sido escrito por "Rolando" (codinome de Vinícius Caldeira Brant, ex-presidente da UNE). O  texto continha uma crítica ao documento denominado "Seis pontos", elaborado pela direção da AP, que expressava as influências do pensamento de Mao Tsé-Tung sobre a linha a ser seguida pela organização. Na primeira reunião da RADN (Reunião Ampliada da Direção Nacional), que aconteceu em 1968, o documento "Duas Posições" foi lido para os 30 militantes presentes, mas não chegou a ser discutido. Contudo, após a reunião seguiu-se um ataque fulminante aos defensores daquele documento, que acabaram sendo chamados, pela Direção da AP, de "Grupo Oportunista e Provocador de Rolando" (em alusão ao autor do documento, "Rolando", ou seja, Vinícius Caldeira Brant). A expulsão do grupo viria em breve.
Em 1969, viria a primeira publicação do número único da revista teórica Revolução Proletária. A constituição formal do PRT aconteceu no mês de setembro, numa reunião composta por poucos militantes e na qual foi  eleita uma Comissão Executiva Provisória.
Fundado formalmente em janeiro de 1969, o PRT chegou a executar algumas ações armadas no Rio de Janeiro e em São Paulo, atuando também no Recife, Pernambuco, e nos estados de Minas Gerais e Goiás, até ser desestruturado no começo de 1971, depois de ser duramente atingido pelos órgãos de repressão do regime militar então vigente.